# Morden im Norden/Episodenliste
Diese Episodenliste enthält alle Episoden der deutschen Krimiserie Morden im Norden, sortiert nach der deutschen Erstausstrahlung. Die Fernsehserie umfasst derzeit elf Staffeln mit 170 ausgestrahlten Episoden sowie ein Special.

## Übersicht
| Staffel | Episodenanzahl | Erstausstrahlung   | Erstausstrahlung  |
| Staffel | Episodenanzahl | Staffelpremiere    | Staffelfinale     |
| ------- | -------------- | ------------------ | ----------------- |
| 1       | 16             | 21. Februar 2012   | 19. Juni 2012     |
| 2       | 16             | 2. April 2013      | 16. Juli 2013     |
| 3       | 16             | 18. März 2014      | 20. Januar 2015   |
| 4       | 16             | 31. Oktober 2016   | 27. Februar 2017  |
| 5       | 16             | 9. April 2018      | 5. November 2018  |
| 6       | 16             | 23. September 2019 | 16. November 2020 |
| 7       | 16             | 23. November 2020  | 8. März 2021      |
| 8       | 16             | 10. Januar 2022    | 2. Mai 2022       |
| 9       | 12             | 30. Januar 2023    | 24. April 2023    |
| 10      | 16             | 8. Januar 2024     | 19. Mai 2025      |
| 11      | 14             | 27. Januar 2025    | 5. Mai 2025       |
| 12      | 12             | 2026               | –                 |

## Staffel 1
| Nr. (ges.) | Nr. (St.) | Originaltitel                 | Erstausstrahlung D | Regie          | Drehbuch                       |
| ---------- | --------- | ----------------------------- | ------------------ | -------------- | ------------------------------ |
| 1          | 1         | Der Marzipanmörder            | 21. Feb. 2012      | Esther Wenger  | Marie Reiners                  |
| 2          | 2         | Der letzte Gang               | 28. Feb. 2012      | Esther Wenger  | Marie Reiners                  |
| 3          | 3         | Mann am Spieß                 | 6. März 2012       | Esther Wenger  | Karen Beyer, Ulf Tschauder     |
| 4          | 4         | Donners Dienstreise           | 13. März 2012      | Esther Wenger  | Marie Reiners                  |
| 5          | 5         | Der Besuch der alten Dame     | 20. März 2012      | Edzard Onneken | Ralf Löhnhardt, Renate Martin  |
| 6          | 6         | Die Nagelprobe                | 27. März 2012      | Edzard Onneken | Marie Reiners                  |
| 7          | 7         | Ein Fisch namens Otto         | 3. Apr. 2012       | Edzard Onneken | Anna Dokoupilova               |
| 8          | 8         | Hals über Kopf                | 10. Apr. 2012      | Edzard Onneken | Sylke Lorenz                   |
| 9          | 9         | Der Frauenflüsterer           | 17. Apr. 2012      | Dirk Pientka   | Alexander Rettig               |
| 10         | 10        | Ewige Jagdgründe              | 24. Apr. 2012      | Dirk Pientka   | Anna Dokoupilova               |
| 11         | 11        | Duft des Todes                | 8. Mai 2012        | Dirk Pientka   | Renate Martin                  |
| 12         | 12        | Amsel, Drossel, Fink und Mord | 15. Mai 2012       | Dirk Pientka   | Sylke Lorenz                   |
| 13         | 13        | Tödliche Heilung              | 22. Mai 2012       | Dirk Pientka   | Matthias Herbert               |
| 14         | 14        | Tod eines Erbsenzählers       | 29. Mai 2012       | John Delbridge | Jens Maria Merz, Claudia Römer |
| 15         | 15        | Ein Sarg für zwei             | 5. Juni 2012       | John Delbridge | Rainer Butt                    |
| 16         | 16        | Das Horn von Lübeck           | 19. Juni 2012      | John Delbridge | Marie Reiners                  |

## Staffel 2
| Nr. (ges.) | Nr. (St.) | Originaltitel          | Erstausstrahlung D | Regie            | Drehbuch                           |
| ---------- | --------- | ---------------------- | ------------------ | ---------------- | ---------------------------------- |
| 17         | 1         | Auf der Klippe         | 2. Apr. 2013       | Torsten Wacker   | Marie Reiners                      |
| 18         | 2         | Der Pudelkaiser        | 2. Apr. 2013       | Oliver Dommenget | Sylke Lorenz                       |
| 19         | 3         | Der Fingerzeig         | 9. Apr. 2013       | Torsten Wacker   | René Förder, Stephan Pächer        |
| 20         | 4         | Die gute Ute           | 16. Apr. 2013      | Oliver Dommenget | Michael Gantenberg, Oliver Welter  |
| 21         | 5         | Schuss ins Blaue       | 23. Apr. 2013      | Till Franzen     | Marie Reiners                      |
| 22         | 6         | Zahr und Zimmermann    | 7. Mai 2013        | Till Franzen     | Claus-Michael Rohne                |
| 23         | 7         | Tod unter Palmen       | 14. Mai 2013       | Till Franzen     | Anna Dokoupilova                   |
| 24         | 8         | Jackpot                | 21. Mai 2013       | Till Franzen     | Stephan Pächer, René Förder        |
| 25         | 9         | Auge um Auge           | 28. Mai 2013       | Torsten Wacker   | Margret van Oepen                  |
| 26         | 10        | Ein Fall mit Überlänge | 4. Juni 2013       | Torsten Wacker   | Claus-Michael Rohne                |
| 27         | 11        | Bauernopfer            | 11. Juni 2013      | Torsten Wacker   | Anna Dokoupilova, Alexander Rettig |
| 28         | 12        | Auf Herz und Nieren    | 18. Juni 2013      | Torsten Wacker   | Anna Dokoupilova                   |
| 29         | 13        | Tödliche Umleitung     | 25. Juni 2013      | Dirk Pientka     | René Förder, Stephan Pächer        |
| 30         | 14        | Über Bord              | 2. Juli 2013       | Dirk Pientka     | Michael Gantenberg, Oliver Welter  |
| 31         | 15        | Die alte Wippe         | 9. Juli 2013       | Dirk Pientka     | Sylke Lorenz                       |
| 32         | 16        | Das letzte Lachen      | 16. Juli 2013      | Dirk Pientka     | Marie Reiners                      |

## Staffel 3
| Nr. (ges.) | Nr. (St.) | Originaltitel           | Erstausstrahlung D | Regie             | Drehbuch                    |
| ---------- | --------- | ----------------------- | ------------------ | ----------------- | --------------------------- |
| 33         | 1         | Der letzte Drink        | 18. März 2014      | Holger T. Schmidt | René Förder, Stephan Pächer |
| 34         | 2         | Tödliche Tiefe          | 25. März 2014      | Holger T. Schmidt | Marie Reiners               |
| 35         | 3         | Goldfinger              | 1. Apr. 2014       | Holger Barthel    | René Förder, Stephan Pächer |
| 36         | 4         | Der Griff ins Leere     | 8. Apr. 2014       | Holger Barthel    | Claus-Michael Rohne         |
| 37         | 5         | Blumenopfer             | 15. Apr. 2014      | Torsten Wacker    | Anna Dokoupilova            |
| 38         | 6         | Fatale Begegnung        | 22. Apr. 2014      | Torsten Wacker    | Christoph Benkelmann        |
| 39         | 7         | Süße Rache              | 29. Apr. 2014      | Torsten Wacker    | Sylke Lorenz                |
| 40         | 8         | Sprengstoff             | 6. Mai 2014        | Torsten Wacker    | Marie Reiners               |
| 41         | 9         | Blutgrätsche            | 18. Nov. 2014      | Holger Schmidt    | René Förder, Stephan Pächer |
| 42         | 10        | Revolverheld            | 25. Nov. 2014      | Holger Schmidt    | Anna Dokoupilova            |
| 43         | 11        | Der Nackte und der Tote | 2. Dez. 2014       | Holger Schmidt    | Marie Reiners               |
| 44         | 12        | Zivilcourage            | 9. Dez. 2014       | Holger Schmidt    | Christoph Benkelmann        |
| 45         | 13        | Gevatter Tod            | 16. Dez. 2014      | Tom Zenker        | Marie Reiners               |
| 46         | 14        | Ausgekocht              | 6. Jan. 2015       | Tom Zenker        | Anna Dokoupilova            |
| 47         | 15        | Die Teufelsinsel        | 13. Jan. 2015      | Matthias Kopp     | René Förder, Stephan Pächer |
| 48         | 16        | Tödliche Beobachtung    | 20. Jan. 2015      | Matthias Kopp     | Christiane Hagn             |

## Staffel 4
| Nr. (ges.) | Nr. (St.) | Originaltitel         | Erstausstrahlung D | Regie          | Drehbuch                    |
| ---------- | --------- | --------------------- | ------------------ | -------------- | --------------------------- |
| 49         | 1         | Gestrandet            | 31. Okt. 2016      | Holger Schmidt | Anna Dokoupilova            |
| 50         | 2         | Ausgeblutet           | 7. Nov. 2016       | Holger Schmidt | René Förder, Stephan Pächer |
| 51         | 3         | Ausgespielt           | 14. Nov. 2016      | Holger Schmidt | Wolf Jakoby                 |
| 52         | 4         | Ein dunkles Geheimnis | 21. Nov. 2016      | Holger Schmidt | Christiane Hagn             |
| 53         | 5         | Am Limit              | 28. Nov. 2016      | Dirk Pientka   | René Förder, Stephan Pächer |
| 54         | 6         | Eiskind               | 5. Dez. 2016       | Dirk Pientka   | Marie Reiners               |
| 55         | 7         | Im Netz               | 12. Dez. 2016      | Dirk Pientka   | Dina El-Nawab               |
| 56         | 8         | Tödliches Vertrauen   | 2. Jan. 2017       | Dirk Pientka   | Susanne Beck, Thomas Eifler |
| 57         | 9         | Tödlicher Zweifel     | 9. Jan. 2017       | Holger Schmidt | René Förder, Stephan Pächer |
| 58         | 10        | Kinder des Lichts     | 16. Jan. 2017      | Marcus Weiler  | Georg Hartmann              |
| 59         | 11        | Angst                 | 23. Jan. 2017      | Holger Schmidt | Marie Reiners               |
| 60         | 12        | Kurzschluss           | 30. Jan. 2017      | Holger Schmidt | Anna Dokoupilova            |
| 61         | 13        | Aschenputtel          | 6. Feb. 2017       | Holger Schmidt | Christiane Hagn             |
| 62         | 14        | Reine Geldgier        | 13. Feb. 2017      | Marcus Weiler  | Anna Dokoupilova            |
| 63         | 15        | Hass                  | 20. Feb. 2017      | Marcus Weiler  | Christiane Hagn             |
| 64         | 16        | Bernsteinfieber       | 27. Feb. 2017      | Marcus Weiler  | René Förder, Stephan Pächer |

## Staffel 5
Der erste Teil der Staffel wurde vom 9. April bis zum 4. Juni 2018 ausgestrahlt. Der zweite wurde ab dem 17. September 2018 in der ARD ausgestrahlt.
| Nr. (ges.) | Nr. (St.) | Originaltitel              | Erstausstrahlung D | Regie          | Drehbuch                         |
| ---------- | --------- | -------------------------- | ------------------ | -------------- | -------------------------------- |
| 65         | 1         | Liebesblind                | 9. Apr. 2018       | Marcus Weiler  | Christiane Hagn                  |
| 66         | 2         | Dunkle Wasser              | 16. Apr. 2018      | Miko Zeuschner | Marie Reiners                    |
| 67         | 3         | Zweite Chance              | 23. Apr. 2018      | Marcus Weiler  | Christiane Hagn                  |
| 68         | 4         | Tödliche Mitschuld         | 30. Apr. 2018      | Marcus Weiler  | Marie Reiners                    |
| 69         | 5         | Hinter der Fassade         | 7. Mai 2018        | Miko Zeuschner | Tanja Bubbel, Christine Thienelt |
| 70         | 6         | Kinderherz                 | 14. Mai 2018       | Marcus Weiler  | Andreas Kaufmann                 |
| 71         | 7         | Kellerkind                 | 28. Mai 2018       | Miko Zeuschner | Anna Dokoupilova                 |
| 72         | 8         | Schwarzer Peter            | 4. Juni 2018       | Holger Schmidt | Anna Dokoupilova                 |
| 73         | 9         | Heilende Hände             | 17. Sep. 2018      | Miko Zeuschner | Tanja Bubbel, Christine Thienelt |
| 74         | 10        | Jäger und Sammler          | 24. Sep. 2018      | Holger Schmidt | Marie Reiners                    |
| 75         | 11        | Der letzte Kuss            | 1. Okt. 2018       | Holger Schmidt | Christiane Hagn                  |
| 76         | 12        | Dornröschen                | 8. Okt. 2018       | Dirk Pientka   | Christiane Hagn                  |
| 77         | 13        | Der Tod ist nicht das Ende | 15. Okt. 2018      | Holger Schmidt | René Förder, Stephan Pächer      |
| 78         | 14        | Über den Tod hinaus        | 22. Okt. 2018      | Dirk Pientka   | René Förder, Stephan Pächer      |
| 79         | 15        | Schwere Zeiten             | 29. Okt. 2018      | Dirk Pientka   | Tanja Bubbel                     |
| 80         | 16        | Filmriss                   | 5. Nov. 2018       | Dirk Pientka   | Andreas Kaufmann                 |

## Staffel 6
Die 6. Staffel umfasste 16 neue Folgen und wurde vom 23. September bis 16. Dezember 2019 und 2. November 2020 bis 16. November 2020 in der ARD ausgestrahlt.
| Nr. (ges.) | Nr. (St.) | Originaltitel          | Erstausstrahlung D | Regie              | Drehbuch                         |
| ---------- | --------- | ---------------------- | ------------------ | ------------------ | -------------------------------- |
| 81         | 1         | Die verlorene Tochter  | 23. Sep. 2019      | Michi Riebl        | Tanja Bubbel, Christine Thienelt |
| 82         | 2         | Selbstlos              | 30. Sep. 2019      | Michi Riebl        | Anna Dokoupilova                 |
| 83         | 3         | Vergiss Mein Nicht     | 7. Okt. 2019       | Michi Riebl        | Christiane Hagn                  |
| 84         | 4         | Falsche Dosis          | 14. Okt. 2019      | Holger Schmidt     | Rolf Gade van Boxen              |
| 85         | 5         | Heile Familie          | 21. Okt. 2019      | Michi Riebl        | René Förder, Stephan Pächer      |
| 86         | 6         | Wer Hass sät           | 28. Okt. 2019      | Holger Schmidt     | Anna Dokoupilova                 |
| 87         | 7         | Gefangen               | 4. Nov. 2019       | Holger Schmidt     | Daniel Douglas Wissmann          |
| 88         | 8         | Klassenkampf           | 11. Nov. 2019      | Christoph Eichhorn | Peter Dommaschk, Ralf Leuther    |
| 89         | 9         | Unter der Haut         | 18. Nov. 2019      | Holger Schmidt     | Andreas Kaufmann                 |
| 90         | 10        | Vollgas                | 25. Nov. 2019      | Christoph Eichhorn | Christiane Hagn                  |
| 91         | 11        | Leonies letzter Abend  | 2. Dez. 2019       | Christoph Eichhorn | Marie Reiners                    |
| 92         | 12        | Aus Liebe              | 9. Dez. 2019       | Christoph Eichhorn | Tanja Bubbel, Christine Thienelt |
| 93         | 13        | Herzweh                | 16. Dez. 2019      | Dirk Pientka       | Anna Dokoupilova                 |
| 94         | 14        | Zwischen Leben und Tod | 2. Nov. 2020       | Dirk Pientka       | René Förder, Stephan Pächer      |
| 95         | 15        | Bilder des Todes       | 9. Nov. 2020       | Dirk Pientka       | Daniel Douglas Wiessmann         |
| 96         | 16        | Befangen               | 16. Nov. 2020      | Dirk Pientka       | Christiane Hagn                  |

## Staffel 7
Die 7. Staffel wurde  zwischen dem 23. November 2020 und 8. März 2021 ausgestrahlt.
| Nr. (ges.) | Nr. (St.) | Originaltitel      | Erstausstrahlung D | Regie              | Drehbuch                           |
| ---------- | --------- | ------------------ | ------------------ | ------------------ | ---------------------------------- |
| 97         | 1         | Kein Geld der Welt | 23. Nov. 2020      | Michi Riebl        | Michael Ehnert, Rafael Solá Ferrer |
| 98         | 2         | Romeo und Julia    | 30. Nov. 2020      | Michi Riebl        | Marie Reiners                      |
| 99         | 3         | Aus gutem Hause    | 7. Dez. 2020       | Michi Riebl        | Christine Thienelt                 |
| 100        | 4         | Versteckspiel      | 14. Dez. 2020      | Christoph Eichhorn | Anna Dokoupilova                   |
| 101        | 5         | Atemnot            | 21. Dez. 2020      | Michi Riebl        | Anna Dokoupilova                   |
| 102        | 6         | Das Geständnis     | 28. Dez. 2020      | Christoph Eichhorn | Christiane Hagn                    |
| 103        | 7         | Diva               | 4. Jan. 2021       | Christoph Eichhorn | Peter Dommaschk, Ralf Leuther      |
| 104        | 8         | Rosenkrieg         | 11. Jan. 2021      | Dirk Pientka       | Arne Laser                         |
| 105        | 9         | Opfer              | 18. Jan. 2021      | Christoph Eichhorn | Hubert Eckert                      |
| 106        | 10        | Schuld und Sühne   | 25. Jan. 2021      | Dirk Pientka       | Daniel Wissmann                    |
| 107        | 11        | Freier Fall        | 1. Feb. 2021       | Dirk Pientka       | René Förder, Stephan Pächer        |
| 108        | 12        | Mitten ins Herz    | 8. Feb. 2021       | Dirk Pientka       | Christiane Hagn                    |
| 109        | 13        | Der Lauf der Welt  | 15. Feb. 2021      | Holger Schmidt     | Tanja Bubbel, Christine Thienelt   |
| 110        | 14        | Absturz            | 22. Feb. 2021      | Holger Schmidt     | Claudia Römer                      |
| 111        | 15        | Alte Heimat        | 1. März 2021       | Holger Schmidt     | Michael Tack                       |
| 112        | 16        | Ausgesetzt         | 8. März 2021       | Holger Schmidt     | Christiane Hagn                    |

## Staffel 8
Am 1. April 2020 gab die ARD eine 8. Staffel mit 16 neuen Folgen in Auftrag. Die Ausstrahlung dieser Folgen fand ab 10. Januar 2022 statt.
| Nr. (ges.) | Nr. (St.) | Originaltitel      | Erstausstrahlung D | Regie              | Drehbuch                           |
| ---------- | --------- | ------------------ | ------------------ | ------------------ | ---------------------------------- |
| 113        | 1         | Wolf               | 10. Jan. 2022      | Holger Schmidt     | Anna Dokoupilova                   |
| 114        | 2         | Ein Schlag zu viel | 17. Jan. 2022      | Holger Schmidt     | René Förder                        |
| 115        | 3         | Goldener Schuss    | 24. Jan. 2022      | Holger Schmidt     | Christiane Rosseau                 |
| 116        | 4         | Helfer in der Not  | 31. Jan. 2022      | Holger Schmidt     | Hubert Eckart                      |
| 117        | 5         | Bennys Geheimnis   | 7. Feb. 2022       | Christoph Eichhorn | Tanja Bubel; Christine Thielet     |
| 118        | 6         | Schweres Erbe      | 14. Feb. 2022      | Christoph Eichhorn | Daniel Wissmann                    |
| 119        | 7         | Hab mich lieb      | 21. Feb. 2022      | Christoph Eichhorn | Christiane Rosseau                 |
| 120        | 8         | Scharfe Krallen    | 28. Feb. 2022      | Christoph Eichhorn | Sebastian Andrae                   |
| 121        | 9         | Liebeslügen        | 7. März 2022       | Christoph Eichhorn | Stephan Wuschansky                 |
| 122        | 10        | Harte Prüfung      | 14. März 2022      | Michi Riebl        | Hans Koch                          |
| 123        | 11        | Reifeprüfung       | 21. März 2022      | Michi Riebl        | Anna Dokoupilova                   |
| 124        | 12        | Perfides Spiel     | 28. März 2022      | Michi Riebl        | Claudia Römer                      |
| 125        | 13        | Blitzerkrieg       | 4. Apr. 2022       | Tanja Roitzheim    | Jan Hinrik Drevs                   |
| 126        | 14        | Beste Freunde      | 11. Apr. 2022      | Tanja Roitzheim    | Hubert Eckart                      |
| 127        | 15        | Vineta             | 25. Apr. 2022      | Tanja Roitzheim    | Martin Wagenpfeil & Manuela Kugler |
| 128        | 16        | Tödliche Fracht    | 2. Mai 2022        | Tanja Roitzheim    | Anna Dokoupilova                   |

## Staffel 9
Am 19. Juli 2021 gab die ARD eine Verlängerung mit 12 neuen Folgen in Auftrag, deren Ausstrahlung begann am 6. Februar 2023.
| Nr. (ges.) | Nr. (St.) | Originaltitel      | Erstausstrahlung D | Regie              | Drehbuch                     |
| ---------- | --------- | ------------------ | ------------------ | ------------------ | ---------------------------- |
| 129        | 1         | Blutsbande         | 30. Jan. 2023      | Almut Getto        | Christine Thienelt           |
| 130        | 2         | Blutspur           | 6. Feb. 2023       | Christoph Eichhorn | Anna Dokoupilova             |
| 131        | 3         | Nur eine Dummheit  | 13. Feb. 2023      | Almut Getto        | Stefan Wuschansky            |
| 132        | 4         | Das schwarze Bild  | 20. Feb. 2023      | Almut Getto        | Douglas Wissmann             |
| 133        | 5         | Tiefer Fall        | 27. Feb. 2023      | Christoph Eichhorn | René Förder & Stephan Lacher |
| 134        | 6         | Kleiner Bruder     | 6. März 2023       | Dirk Pientka       | Anna Dokoupilova             |
| 135        | 7         | Unter Strom        | 13. März 2023      | Christoph Eichhorn | Axel Hildebrand              |
| 136        | 8         | Harte Kerle        | 20. März 2023      | Almut Getto        | Jan Hinrik Drevs             |
| 137        | 9         | Das perfekte Opfer | 27. März 2023      | Dirk Pientka       | Christiane Rosseau           |
| 138        | 10        | Gestohlenes Glück  | 3. Apr. 2023       | Dirk Pientka       | Rène Förder, Stephan Pächer  |
| 139        | 11        | Abgetaucht         | 17. Apr. 2023      | Christoph Eichhorn | Christiane Rosseau           |
| 140        | 12        | Entführt           | 24. Apr. 2023      | Dirk Pientka       | Hubert Eckert                |

## Staffel 10
Im 1. Quartal 2022 haben die Dreharbeiten zur 10. Staffel mit 16 weiteren Folgen begonnen. Die ersten 14 Folgen (141–154) wurden ab 8. Januar 2024 ausgestrahlt, die restlichen 2 Folgen wurden 2025 nach den 14 Folgen der 11. Staffel ausgestrahlt.
| Nr. (ges.) | Nr. (St.) | Originaltitel         | Erstausstrahlung D | Regie                           | Drehbuch                           |
| ---------- | --------- | --------------------- | ------------------ | ------------------------------- | ---------------------------------- |
| 141        | 1         | Der Trupp             | 8. Jan. 2024       | Tanja Roitzheim                 | Jan Hinrik Drevs                   |
| 142        | 2         | Drei Schwestern       | 15. Jan. 2024      | Tanja Roitzheim                 | Renè Förder, Stephan Pächer        |
| 143        | 3         | Merli                 | 22. Jan. 2024      | Tanja Roitzheim                 | Anna Dokoupilova                   |
| 144        | 4         | Letzte Lieder         | 29. Jan. 2024      | Tanja Roitzheim                 | Christiane Rosseau                 |
| 145        | 5         | Vergiftet             | 5. Feb. 2024       | Michael Riebl                   | Stefan Wuschansky                  |
| 146        | 6         | Frauenabend           | 12. Feb. 2024      | John Delbridge                  | Frank Weller, Andreas Quetsch      |
| 147        | 7         | Alte Schuld           | 19. Feb. 2024      | Michael Riebl                   | Katherina Lang, Jonas Pflaumer     |
| 148        | 8         | Ersatzfamilie         | 26. Feb. 2024      | Michael Riebl                   | Christiane Rosseau                 |
| 149        | 9         | Unter der Gürtellinie | 4. März 2024       | Christoph Eichhorn              | Jan Hinrik Drevs, Linda Drevs      |
| 150        | 10        | Die Tote an Deck      | 11. März 2024      | Christoph Eichhorn              | Markus Thebe                       |
| 151        | 11        | Keiner von uns        | 18. März 2024      | Christoph Eichhorn              | Anna Dokoupilova                   |
| 152        | 12        | Verschwunden          | 25. März 2024      | Christoph Eichhorn, Michi Riebl | René Förder, Stephan Pächer        |
| 153        | 13        | Alles aus Liebe       | 8. Apr. 2024       | Dirk Pientka                    | Rafael Solá Ferrer                 |
| 154        | 14        | Nichts zu verlieren   | 15. Apr. 2024      | Dirk Pientka                    | Anna Dokoupilova                   |
| 155        | 15        | Mein Herz schreit     | 12. Mai 2025       | Dirk Pientka                    | René Förder, Stephan Pächer        |
| 156        | 16        | Der tote Clown        | 19. Mai 2025       | Dirk Pientka                    | Christine Thienelt, Jonas Pflaumer |

## Staffel 11
Im 1. Quartal 2023 haben die Dreharbeiten zu einer 11. Staffel mit 14 neuen Folgen sowie einem Spielfilm begonnen. Der Spielfilm wurde am 2. Januar 2024 ausgestrahlt, die Ausstrahlung der 11. Staffel begann am 27. Januar 2025.
| Nr. (ges.) | Nr. (St.) | Originaltitel         | Erstausstrahlung D | Regie              | Drehbuch                                              |
| ---------- | --------- | --------------------- | ------------------ | ------------------ | ----------------------------------------------------- |
| 157        | 1         | Die letzte Bestellung | 27. Jan. 2025      | Dirk Pientka       | Jan Hendrik Drevs, Lina Drevs                         |
| 158        | 2         | Das Bild eines Jungen | 3. Feb. 2025       | Dirk Pientka       | Renè Förder, Stephan Pächer                           |
| 159        | 3         | Die Tote im Zirkus    | 10. Feb. 2025      | Christoph Eichhorn | Renè Förder, Stephan Pächer                           |
| 160        | 4         | Niemandsland          | 17. Feb. 2025      | Christoph Eichhorn | Anna Dokoupilova                                      |
| 161        | 5         | Nicht mit mir         | 24. Feb. 2025      | Michaela Kluge     | Frank Weller, Andreas Quetsch                         |
| 162        | 6         | Das zweite Alibi      | 3. März 2025       | Michaela Kluge     | Tankred Lerch                                         |
| 163        | 7         | Nasses Grab           | 10. März 2025      | Michael Riebl      | Douglas Wissmann                                      |
| 164        | 8         | Das Ende vom Lied     | 17. März 2025      | Michael Riebl      | Anna Dokoupilova                                      |
| 165        | 9         | Raues Klima           | 24. März 2025      | Michael Riebl      | Jan Hinrik Drevs, Lina Drevs                          |
| 166        | 10        | Auf kurze Distanz     | 31. März 2025      | Michael Riebl      | Susanne Wagner, Hagen Moscherosch                     |
| 167        | 11        | Vergebung             | 7. Apr. 2025       | Tanja Roitzheim    | Anke Winschewski, Marion Klann                        |
| 168        | 12        | Gefallene Götter      | 14. Apr. 2025      | Tanja Roitzheim    | René Förder, Stephan Pächer                           |
| 169        | 13        | Verräter              | 28. Apr. 2025      | Tanja Roitzheim    | Anna Dokoupilova                                      |
| 170        | 14        | Ruhe sanft            | 5. Mai 2025        | Tanja Roitzheim    | Christiane Rosseau, Susanne Wagner, Hagen Moscherosch |

## Specials
| Nr. | Originaltitel        | Erstausstrahlung D |
| --- | -------------------- | ------------------ |
| 1   | Am Abgrund (90 min.) | 2. Jan. 2024       |